# Ronde van Italië 1977
| Eindklassement      |                          |              |
| Algemeen klassement | Michel Pollentier        | 107h 27' 16" |
| Tweede              | Francesco Moser          | + 2' 32"     |
| Derde               | Gianbattista Baronchelli | + 4' 02"     |
| Vierde              | Alfio Vandi              | + 7' 50"     |
| Vijfde              | Wladimiro Panizza        | + 7' 56"     |
| Zesde               | Ronny De Witte           | + 10'04"     |
| Zevende             | Walter Riccomi           | + 12' 28"    |
| Achtste             | Claudio Bortolotto       | + 13' 41"    |
| Negende             | Mario Beccia             | + 13' 48"    |
| Tiende              | Wilmo Francioni          | + 16' 11"    |
| Rode Lantaarn       | Ignazio Paleari (121e)   | + 2h 55' 14" |
| Puntenklassement    | Francesco Moser          | 225 punten   |
| Tweede              | Pierino Gavazzi          | 185 punten   |
| Derde               | Luciano Borgognoni       | 185 punten   |
| Bergklassement      | Faustino Fernández Ovies | 675 punten   |
| Tweede              | Ueli Sutter              | 490 punten   |
| Derde               | Michel Pollentier        | 340 punten   |
| Jongerenklassement  | Mario Beccia (9e)        | 107h 41' 04" |
| Tweede              | Vittorio Algeri (14e)    | + 7' 34"     |
| Derde               | Amilcare Sgalbazzi (17e) | + 11' 27"    |
| Ploegenklassement   | Flandria (Latina)        | 11886 punten |
| Tweede              | Sanson                   | 11078 punten |
| Derde               | Scic                     | 7154 punten  |

In 1977 ging de 60e Giro d'Italia op 20 mei van start in Monte di Procida. Hij eindigde op 12 juni in Milaan. Er stonden 140 renners verdeeld over 14 ploegen aan de start. Hij werd gewonnen door Michel Pollentier.
Aantal ritten: 22

Totale afstand: 3884.5 km

Gemiddelde snelheid: 36.150 km/h

Aantal deelnemers: 140

## Startlijst
Bianchi-Campagnolo
- 1.  Felice Gimondi
- 2.  Rik Van Linden
- 3.  Luigi Castelletti
- 4.  Giovanni Cavalcanti
- 5.  Willy In 't Ven
- 6.  Tony Houbrechts
- 7.  Sergio Parsani
- 8.  Giacinto Santambrogio
- 9.  Glauco Santoni
- 10.  Alex Van Linden

Brooklyn
- 11.  Roger De Vlaeminck
- 12.  Johan De Muynck
- 13.  Ronald De Witte
- 14.  Giancarlo Bellini
- 15.  Ottavio Crepaldi
- 16.  Marcello Osler
- 17.  Aldo Parecchini
- 18.  Celestino Vercelli
- 19.  Willy De Geest
- 20.  Herman Van Der Slagmolen

Fiorella-Mocassini
- 21.  Carmelo Barone
- 22.  Antonio Bonini
- 23.  Andrea Checchi
- 24.  Bernt Johansson
- 25.  Ricardo Magrini
- 26.  Marzio Mezzani
- 27.  Ignazio Paleari
- 28.  Clyde Sefton
- 29.  Mauro Simonetti
- 30.  Gian-Luigi Zuanel

GBC-Itla
- 31.  Pietro Algeri
- 32.  Vittorio Algeri
- 33.  Roberto Ceruti
- 34.  Gabriele Landoni
- 35.  Luciano Loro
- 36.  Walter Polini
- 37.  Angelo Tosoni
- 38.  Dorino Vanzo
- 39.  Bruno Vicino
- 40.  Bruno Zanoni

Jollj Ceramica
- 41.  Alessio Antonini
- 42.  Giovanni Battaglin
- 43.  Fausto Bertoglio
- 44.  Pierino Gavazzi
- 45.  Knut Knudsen
- 46.  Simone Fraccaro
- 47.  Amilcare Sgalbazzi
- 48.  Giuseppe Martinelli
- 49.  Donato Giuliani
- 50.  Alfredo Chinetti

Kas-Campagnolo
- 51.  José Luis Viejo
- 52.  Domingo Perurena
- 53.  Vicente López
- 54.  Sebastian Pozo
- 55.  José Enrique Cima
- 56.  Julian Carlos Andiano
- 57.  José Antonio González
- 58.  Faustino Fernández
- 59.  Juan Pujol Pages
- 60.  Enrique Martínez

Flandria-Velda-Latina
- 61.  Freddy Maertens
- 62.  Michel Pollentier
- 63.  Marc Demeyer
- 64.  Lieven Malfait
- 65.  Pol Verschuere
- 66.  Roger Verschaeve
- 67.  Albert Van Vlierberghe
- 68.  Mariano Martinez
- 69.  Eric Loder
- 70.  Herman Beysens

Magniflex-Torpado
- 71.  Alfio Vandi
- 72.  Armando Lora
- 73.  Sigfrido Fontanelli
- 74.  Giuseppe Perletto
- 75.  Daniele Tinchella
- 76.  Wilmo Francioni
- 77.  Mauro Vannucchi
- 78.  Ruggero Gialdini
- 79.  Jean-Claude Fabbri
- 80.  Giancarlo Tartoni

Sanson
- 81.  Francesco Moser
- 82.  Mario Beccia
- 83.  Phil Edwards
- 84.  Claudio Bortolotto
- 85.  Aldo Donadello
- 86.  Fabrizio Fabbri
- 87.  Josef Fuchs
- 88.  Valerio Lualdi
- 89.  Renato Marchetti
- 90.  Roberto Poggiali

Scic
- 91.  Gianbattista Baronchelli
- 92.  Gaetano Baronchelli
- 93.  Osvaldo Bettoni
- 94.  Arnaldo Caverzasi
- 95.  Luciano Conati
- 96.  Gianfranco Foresti
- 97.  Ercole Gualazzini
- 98.  Wladimiro Panizza
- 99.  Enrico Paolini
- 100.  Walter Riccomi

Selle Royal-Contour-Alan
- 101.  Marino Basso
- 102.  Alberto Caiumi
- 103.  René Leuenberger
- 104.  Annibale De Faveri
- 105.  Adriano Pella
- 106.  Leone Pizzini
- 107.  Sandro Quintarelli
- 108.  Per Bausager
- 109.  Hans-Peter Jakst
- 110.  Jürgen Kraft

Teka
- 111.  Miguel Maria Lasa
- 112.  Paulinho Martínez
- 113.  Gonzalo Aja
- 114.  Javier Elorriaga
- 115.  José Grande Sánchez
- 116.  Luis Balague Carreno
- 117.  Jésus Suarez Cueva
- 118.  Pedro Vilardebó
- 119.  Manuel Esparza
- 120.  Francisco Fernández

Vibor
- 121.  Franco Bitossi
- 122.  Maurizio Bertini
- 123.  Flavio Miozzo
- 124.  Luciano Borgognoni
- 125.  Renato Laghi
- 126.  Jørgen Marcussen
- 127.  Gabriele Mugnaini
- 128.  Remo Rocchia
- 129.  Giuseppe Rodella
- 130.  Antonio Salutini

Zonca-Santini
- 131.  Marcello Bergamo
- 132.  Tino Conti
- 133.  Franco Conti
- 134.  Enrico Guadrini
- 135.  Leonardo Mazzantini
- 136.  Walter Passuello
- 137.  Pasquale Pugliese
- 138.  Annunzio Colombo
- 139.  Piero Spinelli
- 140.  Ueli Sutter

## Belgische en Nederlandse prestaties
In totaal namen er 17 Belgen en 0 Nederlanders deel aan de Giro van 1977.

### Belgische etappezeges
- Freddy Maertens won de Proloog in Monte di Procida, de 1e etappe van Miseno naar Avellino, de 4e etappe van Isernia naar Pescara, de 6e etappe deel A van Spoleto naar Gabicce Mare, 6e etappe deel B van Gabicce Mare naar Gabicce Mare, de 7e etappe van Gabicce Mare naar Forlì en de 8e etappe deel A van Forlì naar Mugello.
- Rik Van Linden won de 2e etappe van Avellino naar Foggia.
- Marc Demeyer won de 14e etappe van Voghera naar Vicenza en de 16e etappe deel A van Triëst naar Gemona del Friuli.
- Michel Pollentier won de 21e etappe van Binago naar Binago.

### Nederlandse etappezeges
- In 1977 was er geen Nederlandse etappezege.

## Etappe uitslagen
| Datum                  | Etappe     | Parcours                                          | Afstand | Eerste                         | Tweede                         | Derde                                            | Klassementsleider       |
| ---------------------- | ---------- | ------------------------------------------------- | ------- | ------------------------------ | ------------------------------ | ------------------------------------------------ | ----------------------- |
| 20 mei                 | proloog    | Monte di Procida                                  | 7.5 km  | Freddy Maertens (Bel)          | Francesco Moser (Ita)          | Knut Knudsen (Noo)                               | Freddy Maertens (Bel)   |
| 21 mei                 | etappe 1   | Miseno - Avellino                                 | 175 km  | Freddy Maertens (Bel)          | Marino Basso (Ita)             | Ercole Gualazzini (Ita)                          | Freddy Maertens (Bel)   |
| 22 mei                 | etappe 2a  | Avellino - Foggia                                 | 118 km  | Rik Van Linden (Bel)           | Ercole Gualazzini (Ita)        | Marino Basso (Ita)                               | Freddy Maertens (Bel)   |
| 22 mei                 | etappe 2b  | Foggia - Foggia                                   | 65 km   | Luciano Borgognoni (Ita)       | Freddy Maertens (Bel)          | Francesco Moser (Ita)                            | Freddy Maertens (Bel)   |
| 23 mei                 | etappe 3   | Foggia - Isernia                                  | 166 km  | Simone Fraccaro (Ita)          | Wilmo Francioni (Ita)          | Freddy Maertens (Bel)                            | Freddy Maertens (Bel)   |
| 24 mei                 | etappe 4   | Isernia - Pescara                                 | 228 km  | Freddy Maertens (Bel)          | Rik Van Linden (Bel)           | Luciano Borgognoni (Ita)                         | Freddy Maertens (Bel)   |
| 25 mei                 | etappe 5   | Pescara - Monteluco                               | 215 km  | Mario Beccia (Ita)             | Walter Riccomi (Ita)           | Faustino Fernández Ovies (Spa)                   | Francesco Moser (Ita)   |
| 26 mei                 | etappe 6a  | Spoleto - Gabicce Mare                            | 185 km  | Freddy Maertens (Bel)          | Miguel María Lasa (Spa)        | Enrico Paolini (Ita)                             | Francesco Moser (Ita)   |
| 26 mei                 | etappe 6b  | Gabicce Mare - Gabicce Mare                       | 70 km   | Freddy Maertens (Bel)          | Enrico Paolini (Ita)           | Francesco Moser (Ita)                            | Francesco Moser (Ita)   |
| 27 mei                 | etappe 7   | Gabicce Mare - Forlì                              | 163 km  | Freddy Maertens (Bel)          | Francesco Moser (Ita)          | Wladimiro Panizza (Ita)                          | Francesco Moser (Ita)   |
| 28 mei                 | etappe 8a  | Forlì - Mugello                                   | 103 km  | Freddy Maertens (Bel)          | Rik Van Linden (Bel)           | Marcello Osler (Ita)                             | Francesco Moser (Ita)   |
| 28 mei                 | etappe 8b  | Mugello - Mugello                                 | 79 km   | Marino Basso (Ita)             | Pierino Gavazzi (Ita)          | Ercole Gualazzini (Ita)                          | Francesco Moser (Ita)   |
| 29 mei                 | etappe 9   | Lucca - Pisa (tijdrit)                            | 25 km   | Knut Knudsen (Noo)             | Francesco Moser (Ita)          | Luciano Borgognoni (Ita) Michel Pollentier (Bel) | Francesco Moser (Ita)   |
| 30 mei                 | etappe 10  | Pisa - Salsomaggiore Terme                        | 205 km  | Giacinto Santambrogio (Ita)    | Pierino Gavazzi (Ita)          | Francesco Moser (Ita)                            | Francesco Moser (Ita)   |
| 31 mei                 | etappe 11  | Salsomaggiore Terme - Santa Margherita Ligure     | 198 km  | Claudio Bortolotto (Ita)       | Enrico Paolini (Ita)           | Wilmo Francioni (Ita)                            | Francesco Moser (Ita)   |
| 1 juni was een rustdag |            |                                                   |         |                                |                                |                                                  |                         |
| 2 juni                 | etappe 12  | Santa Margherita Ligure - San Giacomo di Roburent | 160 km  | Wilmo Francioni (Ita)          | Michel Pollentier (Bel)        | José Luis Viejo (Spa)                            | Francesco Moser (Ita)   |
| 3 juni                 | etappe 13  | Mondovì - Varzi                                   | 192 km  | Giancarlo Tartoni (Ita)        | Aldo Parecchini (Ita)          | Annunzio Colombo (Ita)                           | Francesco Moser (Ita)   |
| 4 juni                 | etappe 14  | Voghera - Vicenza                                 | 247 km  | Marc Demeyer (Bel)             | Marino Basso (Ita)             | Pierino Gavazzi (Ita)                            | Francesco Moser (Ita)   |
| 5 juni                 | etappe 15  | Vicenza - Triëst                                  | 223 km  | Ercole Gualazzini (Ita)        | Marc Demeyer (Bel)             | Pierino Gavazzi (Ita)                            | Francesco Moser (Ita)   |
| 6 juni                 | etappe 16a | Triëst - Gemona del Friuli                        | 107 km  | Marc Demeyer (Bel)             | Marino Basso (Ita)             | Pierino Gavazzi (Ita)                            | Francesco Moser (Ita)   |
| 6 juni                 | etappe 16b | Gemona del Friuli - Conegliano                    | 116 km  | Pierino Gavazzi (Ita)          | Marc Demeyer (Bel)             | Marino Basso (Ita)                               | Francesco Moser (Ita)   |
| 7 juni                 | etappe 17  | Conegliano - Col Drusciè                          | 220 km  | Giuseppe Perletto (Ita)        | Mario Beccia (Ita)             | Michel Pollentier (Bel)                          | Michel Pollentier (Bel) |
| 8 juni                 | etappe 18  | Cortina d'Ampezzo - Pinzolo                       | 223 km  | Gianbattista Baronchelli (Ita) | Michel Pollentier (Bel)        | Giuseppe Perletto (Ita)                          | Michel Pollentier (Bel) |
| 9 juni                 | etappe 19  | Madonna di Campiglio - San Pellegrino Terme       | 105 km  | Renato Laghi (Ita)             | Gianbattista Baronchelli (Ita) | Jürgen Kraft (BRD)                               | Michel Pollentier (Bel) |
| 10 juni                | etappe 20  | San Pellegrino Terme - Varese                     | 138 km  | Wilmo Francioni (Ita)          | Sergio Parsani (Ita)           | Valerio Lualdi (Ita)                             | Michel Pollentier (Bel) |
| 11 juni                | etappe 21  | Binago - Binago (tijdrit)                         | 29 km   | Michel Pollentier (Bel)        | Francesco Moser (Ita)          | Knut Knudsen (Noo)                               | Michel Pollentier (Bel) |
| 12 juni                | etappe 22  | Milaan - Milaan                                   | 122 km  | Luciano Borgognoni (Ita)       | Marc Demeyer (Bel)             | Enrico Paolini (Ita)                             | Michel Pollentier (Bel) |

 winnaars · 
roze trui · 
  puntenklassement · 
  bergklassement · 
 jongerenklassement · 
 intergiro · 
 ploegenklassement · 
 strijdlust · 
 zwarte trui
Giro d'Italia Next Gen · Giro Donne · Cima Coppi
 Belgische rozetruidragers · etappewinnaars
 Nederlandse rozetruidragers · etappewinnaars
Mannen:
1909 · 
1910 · 
1911 · 
1912 · 
1913 · 
1914 · 
1919 · 
1920 · 
1921 · 
1922 · 
1923 · 
1924 · 
1925 · 
1926 · 
1927 · 
1928 · 
1929 · 
1930 · 
1931 · 
1932 · 
1933 · 
1934 · 
1935 · 
1936 · 
1937 · 
1938 · 
1939 · 
1940 · 
1946 · 
1947 · 
1948 · 
1949 · 
1950 · 
1951 · 
1952 · 
1953 · 
1954 · 
1955 · 
1956 · 
1957 · 
1958 · 
1959 · 
1960 · 
1961 · 
1962 · 
1963 · 
1964 · 
1965 · 
1966 · 
1967 · 
1968 · 
1969 · 
1970 · 
1971 · 
1972 · 
1973 · 
1974 · 
1975 · 
1976 · 
1977 · 
1978 · 
1979 · 
1980 · 
1981 · 
1982 · 
1983 · 
1984 · 
1985 · 
1986 · 
1987 · 
1988 · 
1989 · 
1990 · 
1991 · 
1992 · 
1993 · 
1994 · 
1995 · 
1996 · 
1997 · 
1998 · 
1999 · 
2000 · 
2001 · 
2002 · 
2003 · 
2004 · 
2005 · 
2006 · 
2007 · 
2008 · 
2009 · 
2010 · 
2011 · 
2012 · 
2013 · 
2014 · 
2015 · 
2016 · 
2017 · 
2018 · 
2019 · 
2020 · 
2021 · 
2022 · 
2023 · 
2024 · 
2025
Vrouwen:
1988 · 
1989 · 
1990 · 
1991 ·
1992 ·
1993 · 
1994 · 
1995 · 
1996 · 
1997 · 
1998 · 
1999 · 
2000 · 
2001 · 
2002 · 
2003 · 
2004 · 
2005 · 
2006 · 
2007 · 
2008 · 
2009 · 
2010 · 
2011 · 
2012 ·
2013 · 
2014 ·
2015 ·
2016 ·
2017 ·
2018 ·
2019 ·
2020 ·
2021 ·
2022 ·
2023 ·
2024 ·
2025